# Rahula

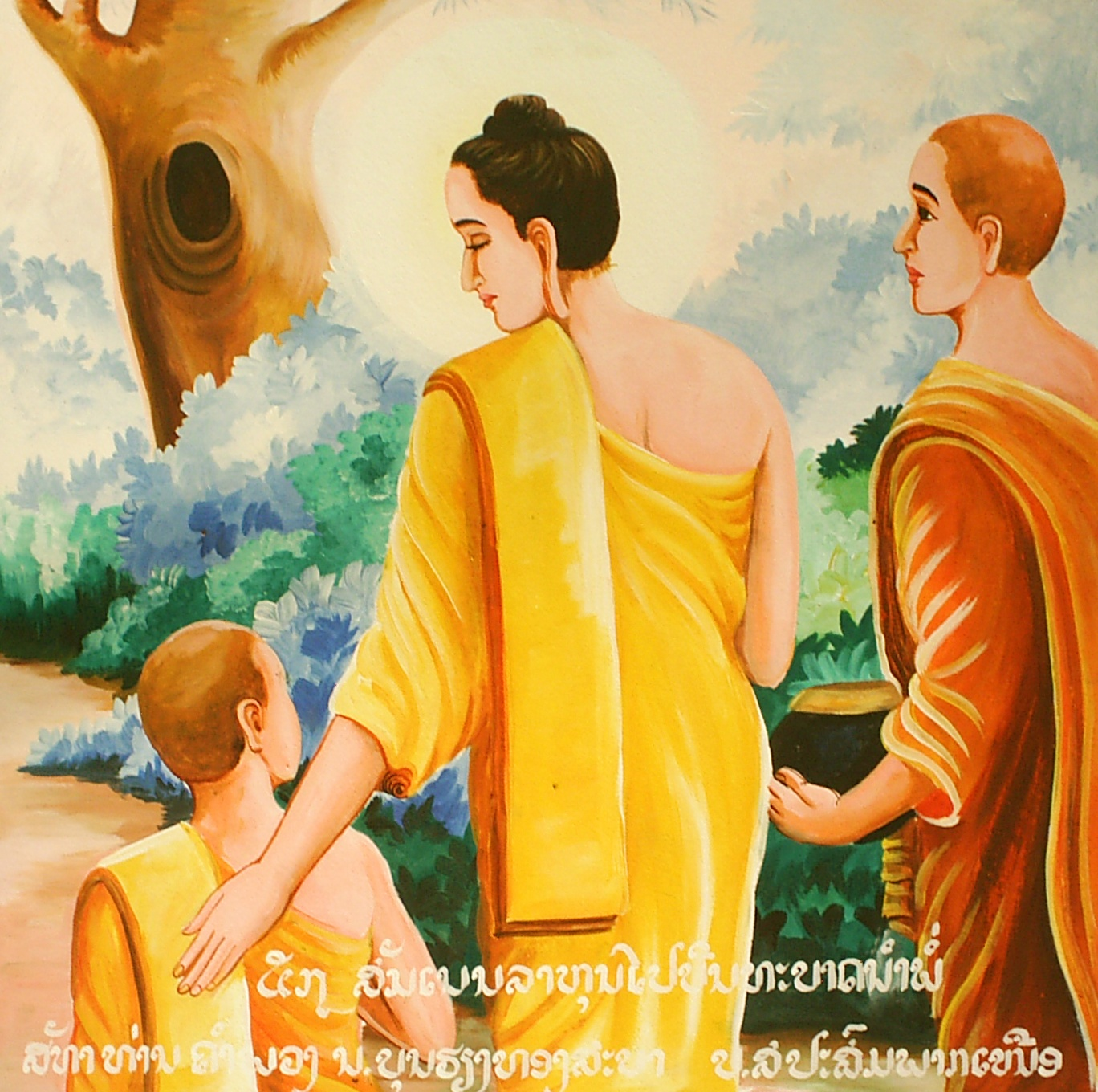
Buddha mit Rahula

Rahula (chinesisch 羅怙羅 Pinyin Luóhùluó; Thai: พระราหุล) war der einzige Sohn des Buddha Siddhartha Gautama und seiner Frau Yasodhara.
Der Sage nach verblieb er sechs Jahre im Mutterleib, aber überwand alle Hindernisse, die seiner Geburt entgegenstanden, nachdem sein Vater die Buddhaschaft erreicht hatte.
Er trat bereits mit sieben Jahren in den Orden seines Vaters ein und begleitete diesen auf seinen ausgedehnten Wanderschaften als Novize. Im Alter von 20 Jahren wurde er als vollwertiger Mönch (Bhikkhu) in die Gemeinschaft aufgenommen, der er dann auch zeit seines Lebens angehörte.
Auf ihn wird die auch heute noch praktizierte Regel zurückgeführt, dass der Beitritt zu einem buddhistischen Orden zwar bereits im Kindesalter von sieben Jahren möglich ist, die Ordination (Vollordination) zum Mönch aber erst ab vollendetem 20. Lebensjahr. Vor Erreichen dieses Alters haben die jungen Aspiranten den Status eines Samaneras, also eines Novizen.
Im birmanischen Volksglauben wird Rāhula der Nord-Ost-(Himmel), Sonntag bzw. die Sonne zugeordnet. Der „Sonntags-Planet“ (=Rahula) reitet auf Galon, das ist der birmanische Name für Garuda, dem ewigen Feind der Naga.
Nach Auffassung des Zen soll sein Vater an zehn seiner männlichen Schüler das Dharma übertragen haben, unter ihnen auch Rahula. Rahula ist einer der Sechzehn Arhats im Tibetischen Buddhismus und in Japan, die später als Achtzehn Arhats in China populär wurden.